# Wat Rachathiwat

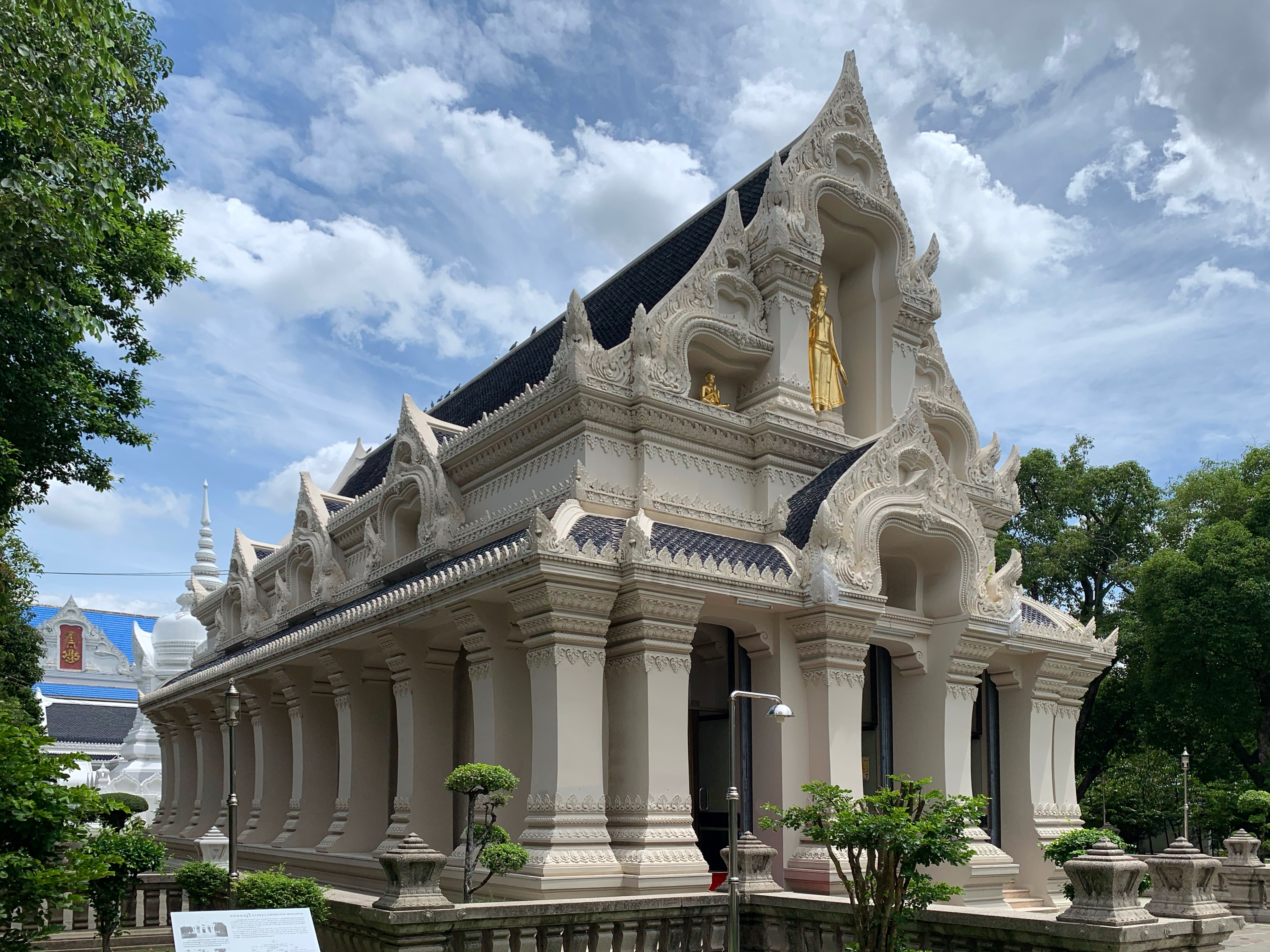
Ubosot des Wat Rachathiwat

Wat Rachathiwat (Thai: วัดราชาธิวาสวิหาร, vollständiger Name: Wat Rachathiwat Wihan Ratchaworawihan, วัดราชาธิวาสวิหารราชวรวิหาร) ist ein buddhistischer Tempel (Wat) im Dusit-Bezirk von Bangkok, der Hauptstadt von Thailand. Er ist ein Königlicher Tempel Zweiter Klasse.

## Geschichte
Wat Rachathiwat soll bereits vor der Ayutthaya-Periode gegründet worden sein. Im 18. Jahrhundert hieß er aufgrund seiner Lage am Ufer des Mae Nam Chao Phraya noch Wat Samorai (วัดสมอราย – Ankerstein-Tempel). Sowohl König Puttha Yotfa Chulalok (Rama I.) als auch König Phuttaloetla Naphalai (Rama II.) wurden hier, wie es die Tradition auch von Königen verlangte, zum Mönch ordiniert.
Zu einer Zeit, als nicht abzusehen war, dass Prinz Mongkut jemals König werden würde, ließ er sich im Alter von 20 Jahren – wie schon sein Vater und sein Großvater – ebenfalls im Wat Samorai zum Mönch ordinieren. Damals lag der Tempel weit vor der Stadt in einem Waldstück, hier lebten buddhistische „Waldmönche“ (Aranyawasi – คณะอรัญญวาสี – im Gegensatz zur Gruppe der Stadtmönche Kamawasi – คณะคามวาสี), die gemäß der ceylonesischen Tradition ruhige Waldgebiete bevorzugten, um ungestört ihrer Meditation nachgehen zu können. Prinz Mongkut verbrachte hier zunächst einige Jahre mit dem Studium der Pali-Sprache und der Meditation. Nach ausgedehnten Pilgerfahrten durch das ganze Land wurde er zum Abt des Wat Bowonniwet berufen. Nachdem er am 15. Mai 1851 zum König gekrönt worden war (er ist heute im Westen bekannt als König Mongkut (Rama IV.), gab er dem Ankerstein-Tempel seinen heutigen Namen: Wat Rachathiwat, was „Kloster der Königlichen Residenz“ bedeutet.

## Sehenswürdigkeiten

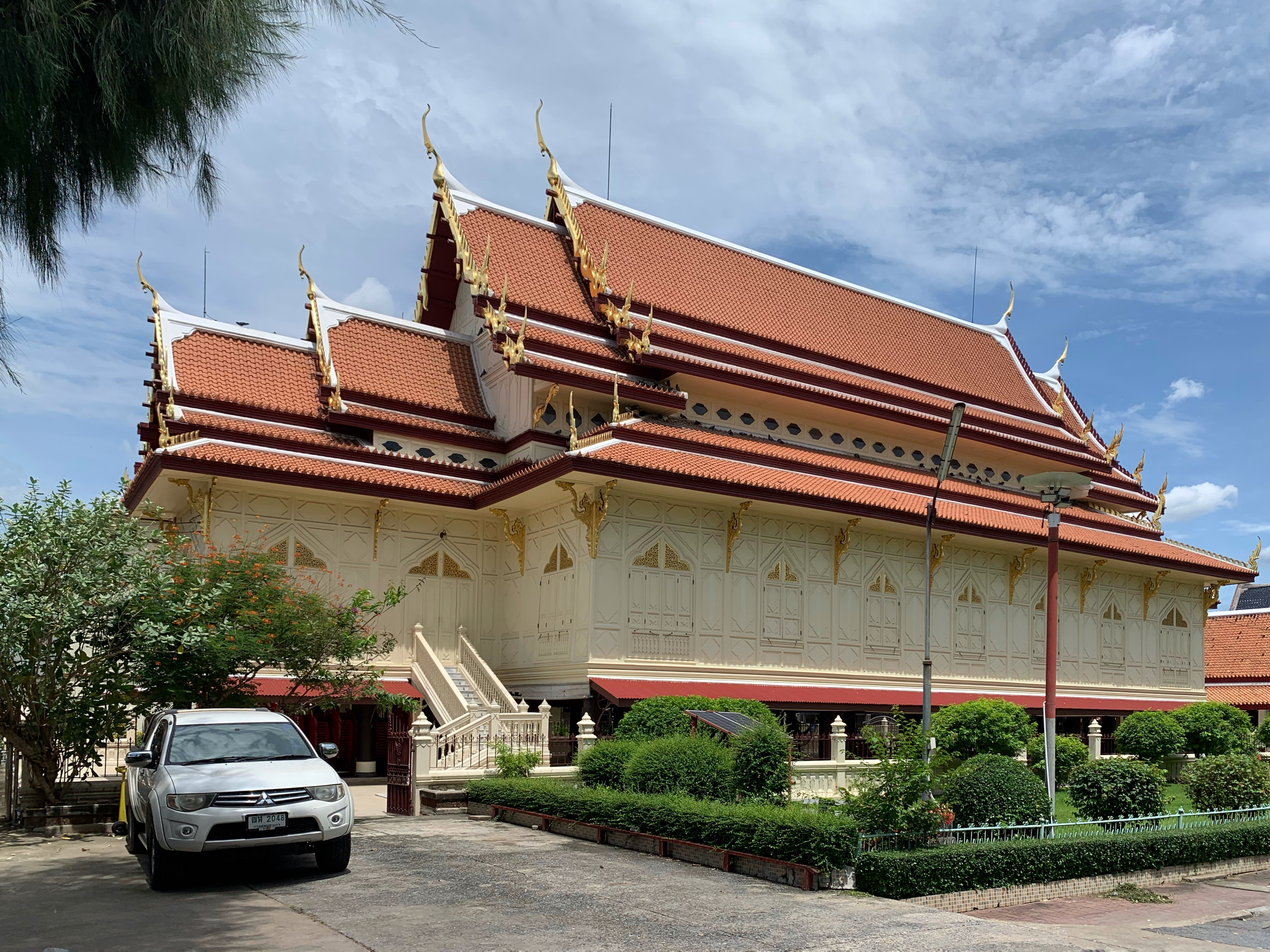
Wat Rachathiwat: Sala Kan Parian

- Phra Ubosot (พระอุโบสถ – Ordinations-Halle) – Prinz Naris restaurierte die Ordinations-Halle in Khmer-Stil. Die Wandmalerei der Innenwände wurden vom italienischen Künstler Prof. Carlo Rigoli (นาย คาร์โล ริโกลี) als Fresko ausgeführt – eine Art, die in Thailand normalerweise nicht benutzt wird. Sie stellen Ausschnitte aus dem in Thailand sehr beliebten Wessantara-Jataka (Thai: พระเวสสันดรชาดก – Wetsandon-Chadok) dar.
- Phra Chedi (พระเจดีย์) – direkt östlich vom Ubosot, errichtet in der Regierungszeit von König Mongkut. In vier Nischen, die sich in den vier Himmelsrichtungen befinden, sitzen Buddha-Statuen mit verschiedenen Handhaltungen (Mudra) im Srivijaya-Stil. Sie stammen vom Borobudur auf Java und wurden 1896 König Chulalongkorn (Rama V.) zum Geschenk gemacht. Rund um den Sockel der Chedi sitzen 30 Löwenfiguren im Khmer-Stil.
- Phra Wihan (พระวิหาร – Versammlungs-Halle) – ein kleines Gebäude mit dem Grundriss eines Griechischen Kreuzes, direkt östlich der Phra Chedi.
- Sala Kan Prian (ศาลาการเปรียญ – Studier-Halle) – das große Holzgebäude im Ayutthaya-Stil wurde ebenfalls von Prinz Naris restauriert und vergrößert. Der Prinz ließ sich vom Design der Studier-Halle des Wat Yai Suwannaram in Phetchaburi inspirieren. Es wurde seinerzeit als „Asiens größtes und schönstes Teakholz-Gebäude“ gepriesen.[1]